# Filellum adhaerens
Filellum adhaerens is een hydroïdpoliep uit de familie Lafoeidae. De poliep komt uit het geslacht Filellum. Filellum adhaerens werd in 1901 voor het eerst wetenschappelijk beschreven door Nutting. 